# إيفا ليون
إيفا ليون (بالإسبانية: Eva León)‏ هي عازفة كمان إسبانية، ولدت في القرن العشرين في لاس بالماس دي غران كناريا في إسبانيا.

## وصلات خارجية
- الموقع الرسمي
- إيفا ليون على موقع ميوزك برينز (الإنجليزية)